# Siegel North Carolinas
Das aktuelle Siegel des US-Bundesstaats North Carolina wurde im Jahr 1871 als offizielles Siegel des Bundesstaates angenommen.

## Beschreibung
Das Siegel zeigt zwei Frauengestalten: die Personifikation der Freiheit (englisch: Liberty) und die Verkörperung des Wohlstands (englisch: Plenty).
Die Freiheit hält in ihrer Hand einen Stab, auf dem eine phrygische Mütze steckt, und in der anderen Hand eine Schriftrolle mit dem Wort Constitution (englisch: Verfassung).
Die sitzende Personifizierung des Wohlstands hält in der einen Hand drei Ähren in Richtung Freiheit und in der anderen Hand ein auf dem Boden abgelegtes Füllhorn.
Im Hintergrund sind Berge und ein Dreimaster auf dem Meer zu erkennen.

Flagge North Carolinas

Im Siegel stehen zwei Daten, die sich beide auch auf der Flagge North Carolinas finden. Es handelt sich dabei um das Datum der so genannten Mecklenburg Declaration of Independence im Mecklenburg County vom „20. Mai 1775“ und den Halifax Resolves im Halifax County vom „12. April 1776“, die beide in North Carolina stattfanden und am Anfang der US-amerikanischen Unabhängigkeitsbewegung standen.
Um das Siegel herum steht die englische Bezeichnung:
„The Great Seal of the State of North Carolina“
(Das Große Siegel des Staates North Carolina)
Darunter das lateinische Staatsmotto:
„Esse quam videri“
(Mehr sein als scheinen)